# فاكوندو ديز
فاكوندو ديز (بالإسبانية: Facundo Diz)‏ هو لاعب كرة قدم أرجنتيني في مركز الهجوم، ولد في 16 أبريل 1979 في Navarro, Buenos Aires ‏ في الأرجنتين. لعب مع أوليمبو وبانفيلد وتيغري وديبورتيفو تاشيرا وكولورادو رابيدز وكيلمس.

## وصلات خارجية
- فاكوندو ديز على موقع الدوري الأمريكي (الإنجليزية)
- فاكوندو ديز على موقع قاعدة بيانات كرة القدم.إي يو (الإنجليزية)